# Emma Shannon Walser
Emma Shannon Walser (sinh ngày 24 tháng 7 năm 1929) là một luật sư người Liberia, người đã trở thành nữ thẩm phán đầu tiên của đất nước vào năm 1971.

## Giáo dục và giáo dục sớm
Walser được sinh ra ở Quận Maryland vào ngày 24 tháng 7 năm 1929 tại Eugene Himie Shannon và Edith E. Harris. Cha bà là Chánh án Tòa án Tối cao. bà đến trường tại tu viện St Theresa ở Monrovia và sau đó đến Secretarial College. Bà làm thư ký riêng cho Giám đốc Ngân hàng Monrovia trong một số năm. Sau đó, bà trở lại học tại Đại học Liberia, tốt nghiệp với bằng LLB năm 1969.

## Sự nghiệp
Walser đã được bổ nhiệm làm thẩm phán cho vòng tư pháp quận Montserrado năm 1971 bởi Tổng thống William R. Tolbert Jr., biến bà thành nữ thẩm phán đầu tiên của đất nước. bà được xem là một thẩm phán tiến bộ và tự do. "Mặc dù theo thông lệ, các thẩm phán quyết định các vụ án dựa trên chỉ thị của tổng thống, Walser nổi tiếng vì đã quyết định các trường hợp nghiêm khắc về công đức và luật pháp." 
Walser công khai từ chối kết án một người đàn ông bản địa với bản án tử hình vì bà cho rằng anh ta được đại diện bởi một luật sư nhà nước, dẫn đến Tòa án Tối cao Liberia tại Cộng hòa Liberia v. Emma Shannon-Walser, 27 LLR 274 (1978) rằng quyền tư vấn theo hiến pháp bao gồm quyền tư vấn có thẩm quyền. Năm 1975, bà là người đứng đầu một ủy ban đặc biệt được chỉ định để nghiên cứu tất cả các luật ảnh hưởng đến quyền của phụ nữ.
Vào tháng 4 năm 1979, Walser đã thách thức chính quyền giam giữ các nhà lãnh đạo phe đối lập được cho là đã xúi giục các cuộc bạo loạn gạo, tiền thân của Cuộc đảo chính năm 1980. Bà đã bị loại khỏi băng ghế dự bị vào năm 1979 bởi một nghị quyết chung của cơ quan lập pháp bảo thủ. Năm trăm phụ nữ Liberia, bao gồm cả vua Olubanke Akerele, đã kiến nghị và phản đối hành động này, nhưng không có kết quả. Năm 2007, Walser được Đảng Nhân dân Liberia đặt tên là một trong những người mà "tội ác duy nhất là sự ủng hộ của nền dân chủ có sự tham gia." 
Walser sau đó làm việc cho Tổ chức Ân xá Quốc tế và chuyển đến Thụy Sĩ.

## Danh hiệu
Vào tháng 10 năm 1975, Walser là một trong sáu phụ nữ đã trao tặng giải thưởng Pax Orbis ex Jure của Hòa bình Thế giới thông qua Trung tâm Luật pháp ở Washington DC 
Năm 2006, Walser được Tổng thống Ellen Johnson Sirleaf mời làm Nhà hùng biện quốc gia vào ngày quốc khánh. Năm 2014, bà được Hiệp hội luật sư quốc gia Liberia vinh danh vì những dịch vụ của bà cho nhà nước Liberia.